# Michelle Wolf
Michelle Wolf (Hershey, Pensilvania, 21 de junio de 1985) es una comediante, guionista, productora y presentadora de televisión estadounidense. Trabajó como colaboradora y guionista de Late Night with Seth Meyers y The Daily Show con Trevor Noah. Ella fue la artista principal en la Cena de Corresponsales de la Casa Blanca de 2018.  En Netflix presentó un programa de entrevistas: The Break with Michelle Wolf.

## Inicios y educación
Wolf nació en Hershey, Pensilvania, donde creció con sus dos hermanos mayores. Se graduó de Hershey High School en 2003.
Se graduó de The College of William & Mary en 2007, donde se especializó en quinesiología y fue miembro del laboratorio de fisiología cardiovascular.

## Carrera
Wolf trabajó en Bear Stearns desde 2007 hasta 2008, más tarde en JPMorgan Chase , trabajando durante casi cuatro años en fondos de inversión y administrando cuentas entre los dos bancos.  En el momento de la compra por parte de JPMorgan, Wolf comenzó sus clases de improvisación en la Brigada de Ciudadanos Verticales y en el Teatro de improvisación.  Su frustración con la naturaleza imperfecta y efímera de la improvisación y el aliento de sus compañeros la llevó a presentar una clase de stand-up en el teatro de improvisación.  Su primera aparición en un Late Night fue en julio de 2014, cuando se fue a Late Night con Seth Meyers. Ella reapareció en numerosos segmentos del Late Night, a menudo como su personaje ficticio, "Grown-Up Annie", una versión para adultos de Little Orphan Annie. Más tarde, ocupó cargos adicionales en el mismo programa, incluso, más recientemente, como supervisora de redacción.
En noviembre de 2015, Comedy Central lanzó la totalidad de Now Hiring , una serie web organizada por Wolf, en YouTube .  Wolf es una usuaria habitual de Comedy Cellar en la ciudad de Nueva York. En abril de 2016, se unió a The Daily Show con Trevor Noah como colaboradora.  Wolf ha dicho que aprendió mucho sobre la comedia desde que trabaja para Seth Meyers y Trevor Noah .
En agosto de 2016, realizó su show de stand So Brave en el Festival de Edimburgo, que fue su primera actuación fuera de Norteamérica.
El trabajo en la televisión de Wolf en el Reino Unido también incluye una aparición en vivo en el Apollo a finales de 2016 y una aparición como miembro del jurado en el Reino Unido en 8 Out of 10 Cats Does Countdown a principios de 2017, acompañada con el capitán del equipo y cómico británico  Jon Richardson .  Ella apareció en el mismo programa más tarde ese año, esta vez con Sean Lock .  El 20 de noviembre de 2016, Wolf apareció como invitado en la American Autopsy de Frankie Boyle en la BBC2 , reflexionando sobre el resultado de las elecciones presidenciales de los Estados Unidos de 2016 .  También apareció en un episodio de 8 de cada 10 gatos en enero de 2017, acompañando al futbolista inglés Jermaine Jenas y al capitán del equipo Rob Beckett , y se asoció con David Mitchell en The Big Fat Quiz del año 2018. 
El 2 de diciembre de 2017, Wolf hizo su debut en HBO , Michelle Wolf: Nice Lady , que se grabó en el Centro Skirball para las Artes Escénicas en la ciudad de Nueva York a mediados de agosto de 2017.

### Aparición en la cena de corresponsales de la Casa Blanca 2018
El 28 de abril de 2018, Wolf fue la artista destacada en la Cena de Corresponsales de la Casa Blanca.  El presidente de Estados Unidos, Donald Trump , no asistió a la cena por segundo año consecutivo envió a Sarah Huckabee Sanders , la Secretaria de Prensa de la Casa Blanca .
Wolf realizó una rutina de comedia de 19 minutos y fue alabado y criticado por sus chistes "duros y punzantes" dirigidos a la administración de Trump, especialmente a Sanders, ya los medios de comunicación.  La crítica de Wolf al periodismo fue calificada por un comentarista como "el monólogo más importante hasta el momento de la era Donald Trump".  La gerencia de la radio C-SPAN consideró que el monólogo era tan arriesgado que dejaron de transmitirlo a mitad de camino, temiendo que pudiera violar las pautas de indecencia de la FCC y que pudieran ser multadas.  La broma de Wolf sobre que Sanders usaba las cenizas de las mentiras para crear su maquillaje de ojos perfecto se convirtió en el tema más controvertido entre las críticas dirigidas a la presentación de Wolf:
En realidad me gusta mucho Sarah. Creo que ella es muy ingeniosa. Quema hechos y luego usa esa ceniza para crear un perfecto  ojo ahumado. Como quizás ella haya nacido con eso, tal vez sea mentira. Paralela a un lema de Maybelline , "Tal vez ella haya nacido con eso. Tal vez sea Maybelline". Probablemente es mentira
Periodistas como Maggie Haberman de The New York Times , Mika Brzezinski de MSNBC , y Andrea Mitchell de NBC News , criticaron a Wolf en Twitter para apuntar a sanders.  Ed Henry de Fox News declaró que "[fue] repugnante, despreciable.  Sarah Sanders debería recibir una disculpa de la Asociación de Corresponsales de la Casa Blanca ... y qué contraste con lo que estaba haciendo el presidente.  Hablando de temas que a las personas realmente les importan ". Al parecer, los ejecutivos de CBS News consideraron finalizar su participación en futuras cenas, pero luego cambiaron de postura después de que la red tuviera la seguridad de que la Asociación de Corresponsales "consideraría seriamente cambios en el formato de la cena".  El exsecretario de prensa Sean Spicer tuiteó: "El  #WHCD de esta noche fue una desgracia" a lo que Wolf respondió: "¡Gracias!"  Al día siguiente, Trump llamó a varios asesores externos para que criticaran a la comediante, y se concentró en Twitter en una serie de tuits que decían que la "comediante" y el "comediante 'sucio' totalmente bombardeados"  y pidió que la cena se ponga a descansar o comience de nuevo.  Más tarde agregó que la cena fue "MUERTO como lo conocemos".
Michelle Wolf cuestionó sus críticas de los medios de comunicación: "¿Por qué están haciendo esto sobre la apariencia de Sarah?  Dije que quema hechos y usa la ceniza para crear un ojo ahumado * perfecto *.  Felicité su maquillaje de ojos y su ingenio de materiales ".  En una entrevista con Terry Gross en NPR , Wolf dijo que la broma no tenía nada que ver con las miradas de Sanders, sino con sus mentiras y que, en primer lugar, no era necesario defenderla.  Ella dijo que no atacó ninguna de las apariencias físicas de las mujeres, a diferencia de algunos políticos masculinos como el cuello de Mitch McConnell o el peso de Chris Christie , pero "como mujer, tengo acceso a las mujeres golpeadas de una manera que los hombres no pueden". capaz de golpearlos con bromas ".  Hablando de su actuación, "no cambiaría una sola palabra de lo que dije.  Estoy muy feliz con lo que dije y me alegro de haber pegado a mis armas ".
Otros periodistas, entre ellos Jacob Soboroff de NBC News, Joan Walsh de CNN , Amanda Hess de The New York Times y Wesley Lowery de The Washington Post , tuitearon su apoyo a Wolf y llevaron a la Asociación de Corresponsales de la Casa Blanca (WHCA) a la tarea de La declaración emitida por su presidente, Margaret Talev.  Talev escribió que el programa "estaba destinado a ofrecer un mensaje unificador sobre el compromiso común [de la WHCA] con una prensa vigorosa y libre a la vez que honra la civilidad, los grandes ganadores de reportajes y becas, no para dividir a las personas", y eso el "monólogo de Wolf no estaba en el espíritu de esa misión".  James Poniewozik , que escribió para The New York Times, criticó a la WHCA por rechazar a Wolf y dijo que estaba "defendiendo la misión de la prensa de la Casa Blanca : defender la verdad".  Michelle Wolf tenía la espalda de WHCA el sábado por la noche, incluso si no tenía la suya al día siguiente ".  Masha Gessen, del New Yorker , quedó particularmente impresionada con la crítica de Wolf al periodismo, y la elogió por "exponer la obscenidad de las ficciones" de "The Age of Trump".
Varios cómicos también acudieron en defensa de Wolf, entre ellos Jimmy Kimmel , Trevor Noah , Seth Meyers , Adam Conover , Dave Chappelle , Kathy Griffin , Guy Branum , y Anthony Atamanuik . Stephen Colbert , que fue el artista principal en la edición del evento de 2006 , bromeó en The Late Show , "Esta es la cena de los corresponsales, que celebra la libertad de expresión.  ¡No puedes simplemente decir lo que quieras! " Nell Scovell escribió para Vulture criticó a los periodistas Haberman, Brzezinski, Mitchell por lo que Scovell llamó una " pelea de gatos fabricada" entre Wolf y Sanders.  Al describir la controversia subsiguiente, Scovell escribió, "[mujer], comediantes y medios de comunicación se agarraron el cabello y se tiraron al piso mientras los hombres miraban y aplaudían".

### The Break with Michelle Wolf
Michelle Wolf presentó un programa de entrevistas semanal de Netflix , The Break with Michelle Wolf , que se estrenó el 27 de mayo de 2018 y se suspendió el 18 de agosto de 2018.  Se "tomará un descanso de la seriedad de la comedia nocturna" y "en lugar de hacer que las noticias sean divertidas, se burlará de todo y de todos".  No habrá predicación ni agenda política, a menos que sea divertido ".  También es productora ejecutiva del espectáculo.  Netflix lanzó el tráiler para coincidir con su aparición en la Cena de Corresponsales de la Casa Blanca de 2018.  Netflix ordenó una temporada de 10 episodios que se estrenó en mayo de 2018 y se emitió durante 10 semanas, con el final de la serie el 29 de julio de 2018.  El programa fue cancelado después de una temporada, no habiendo atraído lo suficiente de una audiencia para asegurar una renovación.

## Vida personal
Wolf es una ávida corredora.  Participó en atletismo en la escuela secundaria y la universidad, compitiendo en salto de altura, pero también corriendo (400-800 metros).  Desde entonces, ha corrido una maratón en 2005 (Las Vegas), y en 2018 completó una carrera de 80km el ultramaratón en las salinas de Bonneville en Utah .